# فريدريك بيتر
فريدريك بيتر (بالألمانية: Friedrich Peter)‏ هو سياسي نمساوي، ولد في 13 يوليو 1921 في النمسا، وتوفي في 25 سبتمبر 2005 بفيينا في النمسا بسبب قصور كلوي. حزبياً، نشط في الحزب النازي وحزب الحرية النمساوي. وقد انتخب عضو المجلس الوطني للنمسا.

## روابط خارجية
- فريدريك بيتر على موقع مونزينجر (الألمانية)